# Accetto (cognome)
Accetto è un cognome di lingua italiana.

## Varianti
Accetti, Accettulli, Accietto.

## Origine e diffusione
Cognome tipicamente meridionale, è presente prevalentemente in Campania.
Potrebbe derivare dal prenome medioevale Accetto, dal latino acceptus, "ben accolto".

## Persone
- Torquato Accetto, poeta italiano